# 黒い春
『黒い春』（くろいはる）は、山田宗樹の小説。幻冬舎文庫。未知の病原体に挑む人間たちの愛と喪失の物語である。

## テレビドラマ
2007年3月21日20:00から、WOWOWのドラマW枠にてドラマ化された。

### あらすじ
ある年の春、黒い粉をはき出し、死んでしまうという謎の病気が発生した。監察医の飯守は、その病気で死んだと思われる患者の解剖をする。解剖をした監察医たちは驚いた。体内が真っ黒になっていたからだ。そこには巨大な黒色胞子があった。監察医たちは衛生研究所の岩倉に報告し、それが真菌であることが判明する。中々動かない厚労省も、多数の死者が出てしまった以上動かざるを得ない状況になっていた。厚労省は、手が黒くなると言うことから、その病気に「黒手病」と名付けた。国立感染症センターの三和島と岩倉、飯守が原因を究明する。そして行き着いたのが、滋賀県で起きた大地震で発見された石棺内の白骨体が、中国から黒手病の真菌を持ち帰ってしまった、と言うことである。そして、研究が進んだ結果、人から人への感染はないことと、「ニオイウキグサ」のさび病菌が原因であることが確認された。それを厚労省はすぐ発表をするのだが、それを利用した悪事を働く者も出始め、飯守の友人の、高校の同期で厚労省の石谷が自殺してしまう。

### 登場人物・キャスト
- 飯守俊樹 - 高嶋政伸

東京都監察医務院の監察医。黒手病の最初の発見者。
- 飯守雪子 - 牧瀬里穂

俊樹の妻。実家は醤油屋。離婚歴がある。
- 飯守理音 - 藤津摩衣

飯守家の長女。雪子と前の夫の子供で、俊樹とは血の繋がりはない。
- 岩倉和子 - 名取裕子

東京都衛生研究所真菌研究室長。離婚歴があり、3人の子供がいる。
- 三和島篤郎 - 宮崎将

国立感染症センターの研究員。楠本の彼氏。
- 楠本涼子 - 水谷妃里

日本理科大学大学院生。三和島と滋賀で偶然に出会い、三和島の彼女。
- 石谷弘 - 手塚とおる

厚生労働省公衆衛生部特定感染課課長。
- 石谷の嫁 - 宮本裕子
- 開発教授 - 大和田伸也
- 園部仁志 - 矢島健一
- 雪子の父 - 寺田農
- 雪子の母 - 根岸季衣
- 綿引勝彦
- 村山明
- 入江雅人

### スタッフ
- 原作：山田宗樹
- 監督：大森一樹
- 脚本：西岡琢也
- 音楽：栗山和樹
- プロデューサー：井上衛、目黒正之、小野川隆
- 制作協力：東映
- 製作著作：WOWOW
- エンディング曲：ティアーズ・イン・ヘヴン（エリック・クラプトン）